# Порфирио Дијаз
Хосе де ла Круз Порфирио Дијаз Мори (шп. José de la Cruz Porfirio Díaz Mory;  Оахака, 15. септембар 1830 — Париз, 2. јул 1915) био је мексички политичар, генерал и председник који је владао као диктатор. Он је био седам мандата на месту председника Мексика, укупно 31 годину, од 28. новембра 1876. до 6. децембра 1876, 17. фебруара 1877. до 1. децембра 1880. и од 1. децембра 1884. до 25. маја 1911. Цео период од 1876. до 1911. године је често се назива и порфиријат.
Ветеран Рата за реформе (1858–1860) и француске интервенције у Мексику (1862–1867), Дијаз се уздигао у чин генерала, предводећи републичке трупе против владавине цара Максимилијана коју су наметнули Французи. Потом се побунио против председника Бенита Хуареза и Себастијана Лерда де Техаде, по принципу да нема поновног избора за председника. Дијаз је успео да преузме власт, свргавајући Лерда пучем 1876. године, уз помоћ својих политичких присталица, а изабран је 1877. Године 1880, он је поднео оставку, а његов политички савезник Мануел Гонзалез изабран је за председника, који је био на функцији од 1880. до 1884. године. Године 1884. Дијаз је одустао од идеје о одуству поновног избора и непрекидно је био на функцији до 1911.
Дијаз је контроверзна личност у мексичкој историји. Његов режим је окончао политичка превирања и промовисао економски развој. Он и његови савезници чинили су групу технократа познатих као Сиентификоси, „научници”. Његова економска политика увелико је користила његовом кругу савезника, као и страним инвеститорима, и помогла је неколицини богатих земљопоседника (hacendados) да стекну огромне површине земље, остављајући руралне campesinos без средстава за живот. У каснијим годинама ова политика постала је непопуларна због грађанске репресије и политичких сукоба, као и изазова радне снаге и сељаштва, група које нису учествовале у просперитету Мексика.
Упркос јавним изјавама 1908. у којима се залаже за повратак демократији и обуставу праксе узастопног кандидовања, Диаз је преобратио своје становиште и поново се кандидовао на изборима 1910. године. Његов неуспех да институционализује председничко наслеђе, пошто је тада имао 80 година, покренуо је политичку кризу између Сиентификоса и следбеника генерала Бернарда Рејеса, у савезништву са војском и са периферним регијама Мексика. Након што се Дијаз 1910. прогласио победником осмог мандата, његов изборни противкандидат, богати поседник Франсиско И. Мадеро, објавио је план Сан Луис Потоса позивајући на оружану побуну против Дијаза, што је довело до избијања Мексичке револуције. Након што је Савезна армија претрпела бројне војне поразе против снага које су подржавале Мадера, Дијаз је у мају 1911. године морао да поднесе оставку и отишао је у егзил у Париз, где је четири године касније умро.

## Биографија
Рођен је у држави Оахака. Био је местик, мешане шпанске и домородачке крви. Отац му је умро када је имао три године, а мајка му је водила гостионицу док тај посао није пропао.
Пошао је у војску и пре 40. године постао генерал због тактичких замисли и генијалног ратовања. Био је одан председнику Мексика, Бениту Хуарезу. Припадао је Либералној странци. Иако су му нудили разне положаје и почасти да пређе на страну цара Максимилијана, увек је одбијао. Након Хуарезове смрти, покушао је да постане председник, али је изгубио изборе.
На власт је први пут дошао као председник 1876. и вршио функцију до 1880, када је препустио место млађима, но раздобље од 1880. до 1884. обележила је корупција и политичка неспособност. Поновно је дошао на власт 1884. године и почео да влада попут диктатора. Променио је устав како би си омогућио два мандата на функцији председника, а касније је укинуо сва ограничења за реизбор. Десетероструко је повећао изградњу железничке мреже, увео је телеграф, парну машину, развио индустрију и привукао страни капитал. Био је лукав политичар који је наговарао земљопоседнике да пређу на капитализам.
Када је рекао да је Мексико спреман за демократију, појавио се Франсиско Мадеро, но Дијаз је оспорио резултате избора. То је била искра која је створила низ догађаја познат као Мексичка револуција.
Након силаска с власти 1911. отишао је у егзил, а умро је у Паризу четири године касније.
Женио се два пута.